# Cruz de Kurutziaga

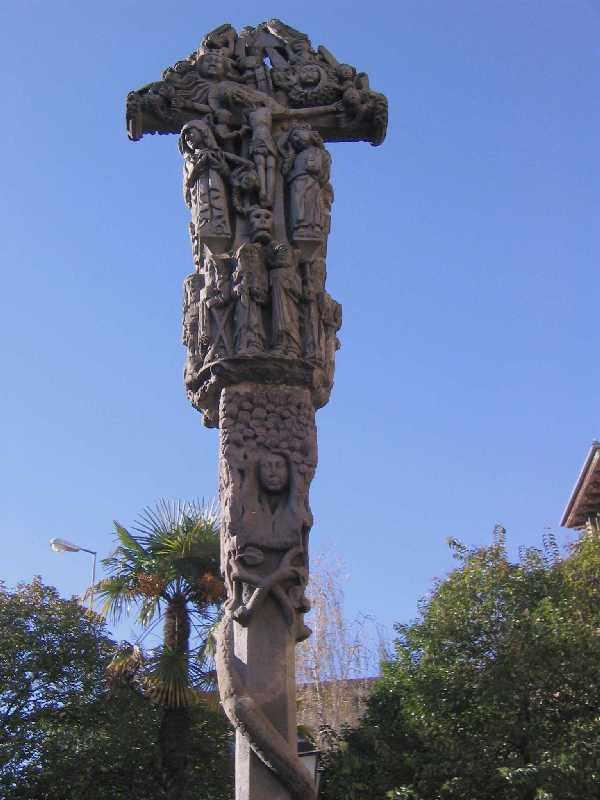
La Cruz de Kurutzeaga, en su anterior ubicación al aire libre. Actualmente se exhibe en un museo a pocos metros de distancia.

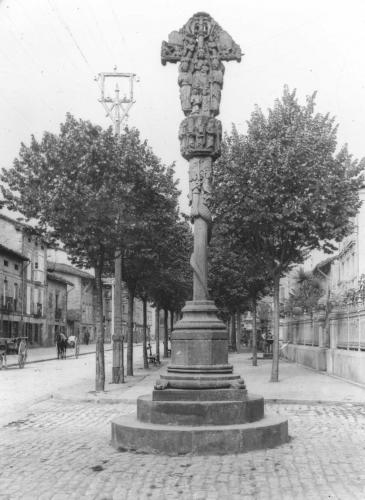
La Cruz de Kurutzeaga, antes de la guerra civil.

La Cruz de Kurutziaga (o Kurutzeaga, en castellano "Cruz de Curuciaga") es una cruz de término que se halla en la villa vizcaína de Durango en el País Vasco, España. Se exhibe bajo cubierto en un museo específico ubicado en la antigua ermita de la Vera Cruz, situada en las cercanías de la ubicación original de la cruz.
La Cruz de Kurutziaga data de finales del siglo XV o principios del XVI y está realizado en piedra arenisca. Llama la atención sus dimensiones (tiene una altura de 4,30 m.) y también por su abigarrada iconografía, que algunos críticos enmarcan en el estilo gótico florido.  
Se ubicaba en la salida oeste de la villa, junto al camino a Guipúzcoa, habiendo sido retirada para ser expuesta en la remozada ermita de la Vera Cruz, a escasos metros de la ubicación original de la cruz de término, reconvirtiendo este templo en el Museo Kurutzesantu y permitiendo, a la vez una mejor conservación de monumento y una visión muy favorable del mismo.
La Cruz de Kurutziaga ha sufrido las vicisitudes de la historia. En 1937, por motivo de la Guerra Civil, fue trasladada a Bilbao quedando en depósito junto con el archivo municipal y el material del parque de bomberos del municipio. Se reclamó su devolución el 23 de junio de 1937 y en ella intercedió la comandancia militar del Sector de Durango, de la División de Navarra. Hay dos versiones sobre su traslado a la capital vizcaína para su custodia, una que fue desmontada y preservada antes del bombardeo que destruyó la villa en 31 de marzo de 1937 y otro que fue alcanzada por una bomba que la rompió en tres pedazos que luego fueron recuperados y trasladados a Bilbao.
En 1980 fue objeto de un atentado terrorista perpetrado por el Batallón Vasco Español (la colocación de una bomba) que le causó grandes daños: se desplomó y fracturó en múltiples trozos, de los que alguno no llegó a recuperarse. Gracias a la existencia de copias y fotografías, la cruz se pudo reconstruir, si bien requirió posteriormente otra intervención. En los años previos a su traslado bajo techo permaneció al exterior protegida por una especie de sombrilla metálica.
Se han realizado varias copias de esta cruz a lo largo de la historia. Hay localizadas dos realizadas mediante molde y otras dos realizadas por talla, una de ellas se halla en el cementerio de Portugalete. También hay una réplica en el Museo Arqueológico, Etnográfico e Histórico Vasco de Bilbao.
Hizo las veces de humilladero y destaca por sus dimensiones, de altura, hecha en arenisca que se asienta en una base octogonal de época posterior. En su tronco, el árbol sagrado, se representa a la serpiente del paraíso y, en un lado, se relata la expulsión del mismo de Adán y Eva y mientras que en las otras caras está la tentación de Eva y el pecado de Adán. Sobre esto, en forma circular, se sitúan los apóstoles y sobre ellos el calvario, muy decorado, con Jesús, María, San Juan y varios ángeles. Sobre la cruz, la luna y el sol. Estas últimas representaciones, no bíblicas, han dado pie a muchas especulaciones. 
Algunos investigadores asocian este crucero a la herejía protagonizada por fray Alonso de Mella en el siglo XV, hechos conocidos como la herejía de Durango y estiman que fue levantado como monumento expiatorio de aquel proceso herético en el que fueron condenadas a muerte cien personas. 
Esta herejía fue un movimiento de disidencia religiosa con repercusión en la Corona de Castilla y en la iglesia católica que lo reprimieron duramente. Fray Alonso de Mella predicó en Durango entre los años 1437 y 1441 la "llegada de la edad del Espíritu Santo" que apostaba por la desaparición de las ataduras carnales, con comunidad de bienes y cuerpos y la renovación espiritual. Tuvo muchos seguidores en Durango, principalmente entre las clases humildes y entre las mujeres (que tenían en general una situación muy penosa).

## La ermita de la Vera Cruz y su cofradía
La ermita ha sido la sede de la Cofradía de la Vera Cruz. Se construyó en el siglo XV como un edificio civil. En el siglo XVI se amplió hacia el sur en el siglo XVII se construye la capilla de la Soledad y una cúpula. Durante el siglo XX se deteriora hasta llegar al derrumbe y la ruina. A comienzos del siglo XXI se recupera como museo con la idea de que albergue la Cruz de Kurutziaga.
La cofradía de la Vera Cruz existe desde la Edad Media. La primera referencia documental data del siglo XVI cuando en 1570 se otorga una casa a la cofradía, esa casa es la actual ermita de la Vera Cruz, que se convirtió en su sede.
La cofradía está organizada en secciones que son regidas por prebostes y coordinadas por el Hermano Mayor. Cada sección porta un paso en la procesión de Semana Santa.